# Viviane Loschetter
 (juillet 2015).
Si vous disposez d'ouvrages ou d'articles de référence ou si vous connaissez des sites web de qualité traitant du thème abordé ici, merci de compléter l'article en donnant les références utiles à sa vérifiabilité et en les liant à la section « Notes et références ».
Viviane Loschetter, née le 10 avril 1959 à Luxembourg-Ville (Luxembourg), est une pédagogue sociale et femme politique luxembourgeoise, membre du parti Les Verts (déi Gréng) depuis 1998 et présidente de son groupe parlementaire de 2013 à 2018. Elle est éducatrice graduée. 

## Biographie

### Politique communale
Depuis le 1er janvier 2000, elle est dans le conseil communal et depuis le 28 novembre 2005, elle fait partie du collège échevinal de la ville du Luxembourg.

### Politique nationale
Lors des élections législatives du 13 juin 2004, Viviane Loschetter fait son entrée à la Chambre des députés pour la circonscription Centre. Elle est réélue lors des élections législatives du 7 juin 2009 et à celles du 20 octobre 2013. Elle exerce entre autres la fonction de présidente de la Commission juridique. Alors qu'elle avait déjà renoncé aux élections communales de 2017, en mars 2018, elle annonce ne pas se présenter également aux élections législatives de 2018 et préfère se retirer de la vie politique.

### Thèmes
Elle s’engage avec une grande passion pour la protection de l’environnement, la justice sociale et l’égalité entre hommes et femmes, dans la société en soi, mais aussi sur le marché d’emploi.